# Marylebone Cricket Club
Marylebone Cricket Club (MCC) – założony w 1787 klub krykietowy, który przez wiele lat (do 1993) był jedynym organem odpowiedzialnym za zarządzanie tym sportem i wciąż jest właścicielem praw autorskich zasad krykieta. Aż do tournée do Australii w latach 1976/77 reprezentacja Anglii występowała w meczach „nietestowych” właśnie pod szyldem „MCC”.
Klub ma 18 000 członków na pełnych prawach członkowskich oraz 4 000 członków stowarzyszonych, skupia się obecnie na szkoleniu młodych krykiecistów. Do MCC należy stadion Lord’s Cricket Ground.